# KIF Örebro DFF
El KIF Örebro DFF es un club de fútbol femenino sueco con sede en Örebro. Fue fundado en 1980 como la sección de fútbol femenino de la asociación multideportiva Karlslunds IF. Juega en la Damallsvenskan, máxima categoría del fútbol femenino en Suecia y hace de local en el Behrn Arena, estadio que comparte con el club de fútbol masculino Örebro SK.
El club posee también dos equipos de reserva en la categoría sub-19 y sub-17, además de una división de menores.

## Historia
El club se creó en 1980 como parte de la asociación multideportiva Karlslunds IF. Juega en la Damallsvenskan desde el 2003 (con excepción de una temporada en la segunda división en 2018).
Tuvo su mejor temporada en el 2014, cuando terminaron segundas en la liga y clasificaron a la Liga de Campeones Femenina de la UEFA por primera vez en su historia.

## Jugadoras

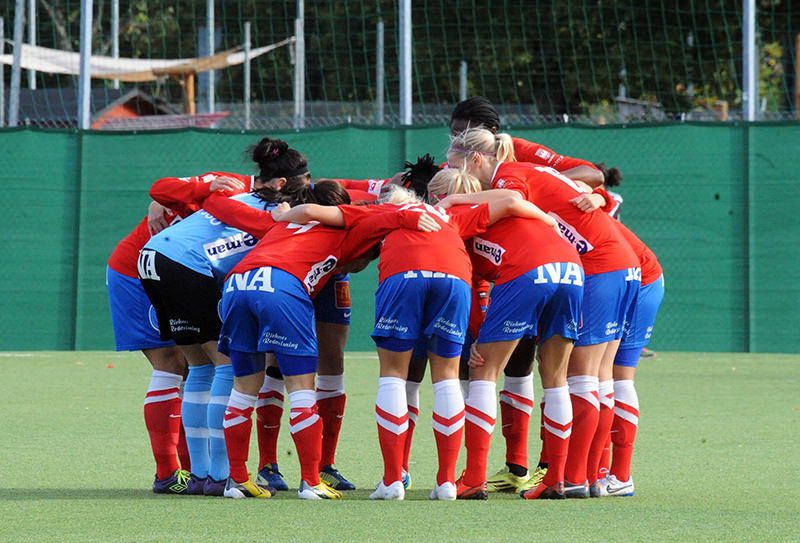
El equipo preparándose para un partido en septiembre de 2014.

### Jugadoras destacadas
- Kristine Lilly
- Kate Markgraf
- Christie Welsh

## Palmarés
| Competición                 | Títulos | Subcampeonatos | Años campeón | Años subcampeón |
| --------------------------- | ------- | -------------- | ------------ | --------------- |
| Copa de Suecia Femenina (1) | 1       | –              | 2010         | –               |
| Damallsvenskan (0)          | –       | 1              | –            | 2014            |